# James Dashner
James Smith Dashner  (Austell, 26 de novembro de 1972) é um escritor americano de ficção especulativa, autor de vários livros de fantasia para crianças e livros para adultos. Ele também escreveu o primeiro e o sétimo livro da série Infinity Ring. Seu livro O Diário das Cartas Curiosas (2008), foi uma das escolhas anuais da Borders  para ficar exposto em todas as livrarias do grupo durante um mês inteiro nos Estados Unidos.

## Biografia
James Dashner estudou na Universidade de Brigham Young em Utah, onde obteve o grau de mestrado em Contabilidade. Ele trabalhou em finanças por um tempo, mas decidiu dedicar-se à escrita. Em 2003, publicou o primeiro livro da série Jimmy Fincher, atraindo muitos leitores e foi o que lhe motivou a continuar escrevendo. Sua mais famosa série, The Maze Runner, teve seu primeiro volume publicado em 2009 e que teve adaptação para os cinemas em 2014. Dashner vive com a esposa Lynette Anderson e os quatro filhos em Rocky Mountains.

### Alegação de abuso sexual
Em fevereiro de 2018, comentários foram postados anonimamente na página School Library Journal, alegando que Dashner havia se envolvido em assédio sexual.
Em seguida, o agente de Dashner, Michael Bourret, afirmou que "não poderia, em sã consciência, continuar trabalhando com [ele]". Dashner publicou um comunicado no Twitter, que dizia, em parte:
"Não honrei ou compreendi totalmente os limites e a dinâmica do poder. Posso dizer com sinceridade que nunca magoei outra pessoa intencionalmente. Mas, para os afetados, lamento profundamente. Estou levando toda e qualquer crítica e acusação muito a sério, e vou buscar aconselhamento e orientação para abordá-los."
A editora de Dashner, Penguin Random House, afirmou que não publicará mais nenhum livro dele. As acusações faziam parte do Movimento Me Too.

## Adaptações cinematográficas
- The Maze Runner - Maze Runner - Correr ou Morrer (2014)

- Maze Runner: The Scorch Trials - Maze Runner: Provas de Fogo (título em Portugal) ou Maze Runner: Prova de Fogo (título no Brasil) (2015)

- Maze Runner: The Death Cure - Maze Runner: A Cura Mortal (2018)

## Séries

### The Jimmy Fincher Saga
- A Door in the Woods (2003)
- A Gift of Ice (2004)
- The Tower of Air (2004)
- War of the Black Curtain (2005)

### The 13th Reality
- O Diário das Cartas Curiosas (2008)
- The Hunt for Dark Infinity (2009)
- The Blade of Shattered Hope (2010)
- The Void of Mist and Thunder (2012)

### The Maze Runner
- The Maze Runner (2009) Correr ou Morrer
- The Scorch Trials (2010) Prova de Fogo
- The Death Cure (2011) A Cura Mortal
- The Kill Order (2012) Ordem de Extermínio
- Arquivos (2014)
- The Fever Code (2016) O Código da Febre
- Crank Palace (2020)
- The Maze Cutter (2022)
- The Godhead Complex (2023)

### The Infinity Ring
- A Mutiny in Time (Livro 1) (2012)
- The Iron Empire  (Livro 7) (2014)

### A Doutrina da Morte
- The Eye of Minds (2013) no Brasil: O Jogo Infinito
- The Rule of Thoughts (2014) no Brasil: Regras do Jogo
- The Game of Lives (2015) no Brasil: Última Fase

#### Livro relacionado
- Gunner Skale (2014) história curta